# Elezioni federali in Canada del 1979
Le elezioni federali in Canada del 1979 si tennero il 22 maggio per il rinnovo della Camera dei comuni.

## Risultati
| Liste                                             | Voti       | %     | Seggi |
| ------------------------------------------------- | ---------- | ----- | ----- |
| Partito Liberale del Canada                       | 4 595 319  | 40,11 | 114   |
| Partito Conservatore Progressista del Canada      | 4 111 606  | 35,89 | 136   |
| Nuovo Partito Democratico                         | 2 048 988  | 17,88 | 26    |
| Partito del Credito Sociale del Canada            | 527 604    | 4,61  | 6     |
| Partito Rinoceronte                               | 62 601     | 0,55  | –     |
| Unione Popolare                                   | 19 514     | 0,17  | –     |
| Partito Libertariano del Canada                   | 16 042     | 0,14  | –     |
| Partito Comunista del Canada (Marxista-Leninista) | 14 231     | 0,12  | –     |
| Partito Comunista del Canada                      | 9 141      | 0,08  | –     |
| Indipendenti                                      | 30 694     | 0,27  | –     |
| Altri                                             | 21 268     | 0,19  | –     |
| Totale                                            | 11 457 008 | 100   | 282   |